# Tapeinidium amboynense
Tapeinidium amboynense là một loài thực vật có mạch trong họ Dennstaedtiaceae. Loài này được (Hook.) C. Chr. miêu tả khoa học đầu tiên năm 1906.